# Émile Laffon
Émile Laffon, né le 20 juin 1907 à Carcassonne (Aude) et mort le 20 août 1957 à Paris 7e, était un résistant et ingénieur français.
Né à Carcassonne dans une famille de magistrats, il entre à l'École des mines de Paris en 1927 puis s'oriente vers des études de droit.
Rejoignant la France libre en 1942, il est attaché au Commissariat à l'Intérieur du Comité français de libération nationale et devient Compagnon de la Libération par décret du 26 septembre 1945. Après la Libération, il continuera brièvement une carrière au Ministère de l'Intérieur. En 1947, il devient le premier président des Houillères du bassin du Nord et du Pas-de-Calais avant de se consacrer à l'industrie privée.
Il meurt d'une rupture d'anévrisme le 20 août 1957 à Paris et est inhumé à Cuxac-Cabardès (Aude).

## Décorations
- Officier de la Légion d'honneur
- Compagnon de la Libération par décret du 26 septembre 1945
- Croix de guerre 1939–1945
- King's Medal for Courage in the Cause of Freedom

## Sources
- (fr) Notice d'Émile Laffon dans les annales de l'École des mines
- Biographie sur le site de l'Ordre de la Libération